# 讃詞
讃詞（さんし、ギリシア語: τροπάριον、ロシア語: тропа́рь、ルーマニア語: Tropar、英語: troparion, tropar）とは、正教会における祈祷文の種別。スラヴ語から片仮名転写して「トロパリ」とも呼ぶ。
狭義には発放讃詞（はっぽうさんし、ギリシア語: ἀπολυτίκιον）と呼ばれる、祭日における最も重要な要素を表す祈祷文を指す。
広義にはカノンの讃詞、讃頌、小讃詞、坐誦讃詞など）といった様々な祈祷文を指す。

## 広義の讃詞一覧
- 讃頌 - стихира（スティヒラ）
- 小讃詞 - кондак（コンダク）
- 坐誦讃詞 - седален（セダレン）